# Vampiretto
Vampiretto (The Little Vampire 3D) è un film d'animazione del 2017 diretto da Richard Claus e Karsten Kiilerich, basato sulla serie di racconti scritti da Angela Sommer-Bodenburg. La sceneggiatura è firmata dalla stessa scrittrice con Richard Claus e Larry Wilson. Si tratta del secondo film ispirato allo stesso universo dopo Il mio amico vampiro diretto da Uli Edel.

## Trama
Un cartone animato su un vampiro di tredici anni di nome Rudolph, la cui famiglia è perseguitata da un cacciatore di vampiri. Rudolph incontra il suo coetaneo, il ragazzo comune Tony, che si diletta in antichi castelli, volte e vampiri. Insieme riescono a sconfiggere in astuzia il cacciatore e a distruggere tutti i suoi piani.

## Personaggi
- Oscar Dietz: Tony
- Oliver Due Zhelder: Rudolf
- Julie Bjerre: Anna
- Andreas Jessen: Nicolas
- Nicolaj Kopernikus: Rolf
- Rebecca Rønde Kiilerich: Connie
- Peter Zhelder: Thorsen
- Nicolas Due Feit: Marvin
- Pauline Rehne: proprietaria del B&B
- Lars Knutzon: proprietario del B&B

## Distribuzione
Il film è uscito nelle sale italiane il 26 ottobre 2017.